# Бойково (Старицкий район)
Бойково — деревня в Старицком районе Тверской области, входит в состав Ново-Ямского сельского поселения.

## География
Деревня находится в 12 км на юго-восток от города Старица.

## История
Белокаменная церковь Толгской Божьей Матери построена в 1767-1773 годах (освящена в 1777 году) в селе Бойково на средства помещика Андрея Ивановича Змиева, который, после смерти в 1781 году, был погребен у юго-западной стороны храма. 
В конце XIX — начале XX века село входило в состав Дороховской волости Старицкого уезда Тверской губернии.  
С 1929 года деревня являлась центром Бойковского сельсовета Старицкого района Ржевского округа Западной области, с 1935 года — в составе Калининской области, с 1994 года — центр Бойковского сельского округа, с 2005 года — в составе Ново-Ямского сельского поселения.
В годы Советской власти в деревне располагалось правление колхоза «Родина».

## Население
| 1859 | 1989 | 2002 | 2010 |
| ---- | ---- | ---- | ---- |
| 33   | ↗169 | ↗186 | ↘168 |

## Инфраструктура
В деревне имеются филиал МБОУ «Ново-Ямская средняя общеобразовательная школа имени адмирала Ф.С. Октябрьского» — Бойковская начальная общеобразовательная школа, отделение почтовой связи.

## Достопримечательности
В деревне расположена недействующая Церковь Толгской иконы Божией Матери (1773).